# Ілля Кокорудз
Ілля́ Кокору́дз (1 серпня 1857, Яворів — 1933, Львів) — український галицький педагог, професор, спричинився до розвитку української школи, дійсний член Наукового Товариства ім. Шевченка, товариства «Просвіта», «Руського клубу», голова «Руської Бесіди» (1920—1932, з 1928 року «Українська бесіда»), товариства «Рідна школа У. П. Т.» (відроджене 1920 Українське Педагогічне Товариство і перейменоване 1926 року), один із засновників товариства «Учительська громада».

## Життєпис
Ілля Кокорудз народився 1 серпня 1857 року в м. Яворові (нині Львівська область, Україна, тоді Австрійська імперія) у родині міщан.
Навчання в Академічній гімназії у Львові завершив у 1879 році з відзнакою. Навчався на філософському факультеті Львівського університету, який завершив 1884 року. Після складення екзамену працював учителем у німецькій гімназії в Бродах (1885). Склавши професорський іспит, отримав звання ЦК професора і став працювати в гімназії в Станиславові, де познайомився та в 1982 році одружився з Іванною Чачковською, сестрою дослідника Лева-Володимира Чачковського, з якою у 1895 році переїхав до Львова, де він викладав українську мову та літературу, старослов'янську граматику в Академічній гімназії, директором якої був у 1911—1927 роках.
Займався дослідженнями у галузях класичної філософії, педагогіки, історії української літератури. Був автором наукових розвідок з літератури, рецензій, які публікували у часописах «Зоря», «Правда», «Діло», «Записках НТШ». Як учасник «Руської бесіди» брав активну участь у театральному житті краю, морально і матеріально підтримуючи театральні колективи.
Подружжя Кокорудзів було бездітним і при виході на емеритуру (пенсію) Ілля Кокорудз у заповіті відписав свій двоповерховий будинок на вул. 29 Листопада (Коновальця), 40 з місячним прибутком у 996 злотих на користь стипендійного фонду імені Іллі й Іванни Кокорудзів для студентів вищих шкіл під наглядом НТШ; парцелю на вул. Моджейевського (Кокорудзів) на власність «Рідної школи У. П. Т.» для закладення на ній будівлі школи; маєтності у с. Дора для ремісничої школи під опікою Монастиря студитів в Уневі; свої збереження на будівництво школи, Видавничої спілки «Діло», Задопомоговому товариству при Академічній гімназії. Виконавцем заповіту була призначена його дружина Іванна Кокорудз.
Просвітянський діяч Степан Шах у спогадах писав, що Ілля Кокорудз «…останній традиційний галицький патріот XIX ст., що ціле життя щадив на це, щоб опісля віддати заощаджений гріш своїй вбогій суспільності».
За погодженням з митрополитом Андреєм Шептицьким у с. Дора біля Яремча (тепер Івано-Франківська область) була закладена 3-річна фахова школа з кравецтва, шевства, кушнірства, для якої збудували приміщення школи і бурси для учнів, дерев'яну церкву Св. Іллі в гуцульському стилі, присвячену на честь покійного фундатора. Опіку над школою і церквою виконували оо. студити.
Завдяки заощадливості Ілля Кокорудз разом з дружиною Іванною заклав «Фундацію Іллі й Іванни Кокорудз», на кошти якої було куплено земельну ділянку, де було збудовано будівлю для Дівчачих приватних гімназійних курсів «Рідної школи». Згодом її реорганізували у Приватну Дівочу гімназію «Рідної школи», якій 8 вересня 1934 присвоїли ім'я Іванни та Іллі Кокорудзів, а за часів СРСР перетворили на російськомовну школу № 5.

## Вшанування пам'яті
У Львові на честь Іллі Кокорудза 1992 року була названа вулиця, на якій знаходиться школа № 5 з поглибленим вивченням англійської мови. Школа з 1992 стала україномовною і 1996 їй було повернуто назву імені Іванни та Іллі Кокорудзів.

## Галерея

Школа №5
Барельєф фундаторам школи №5
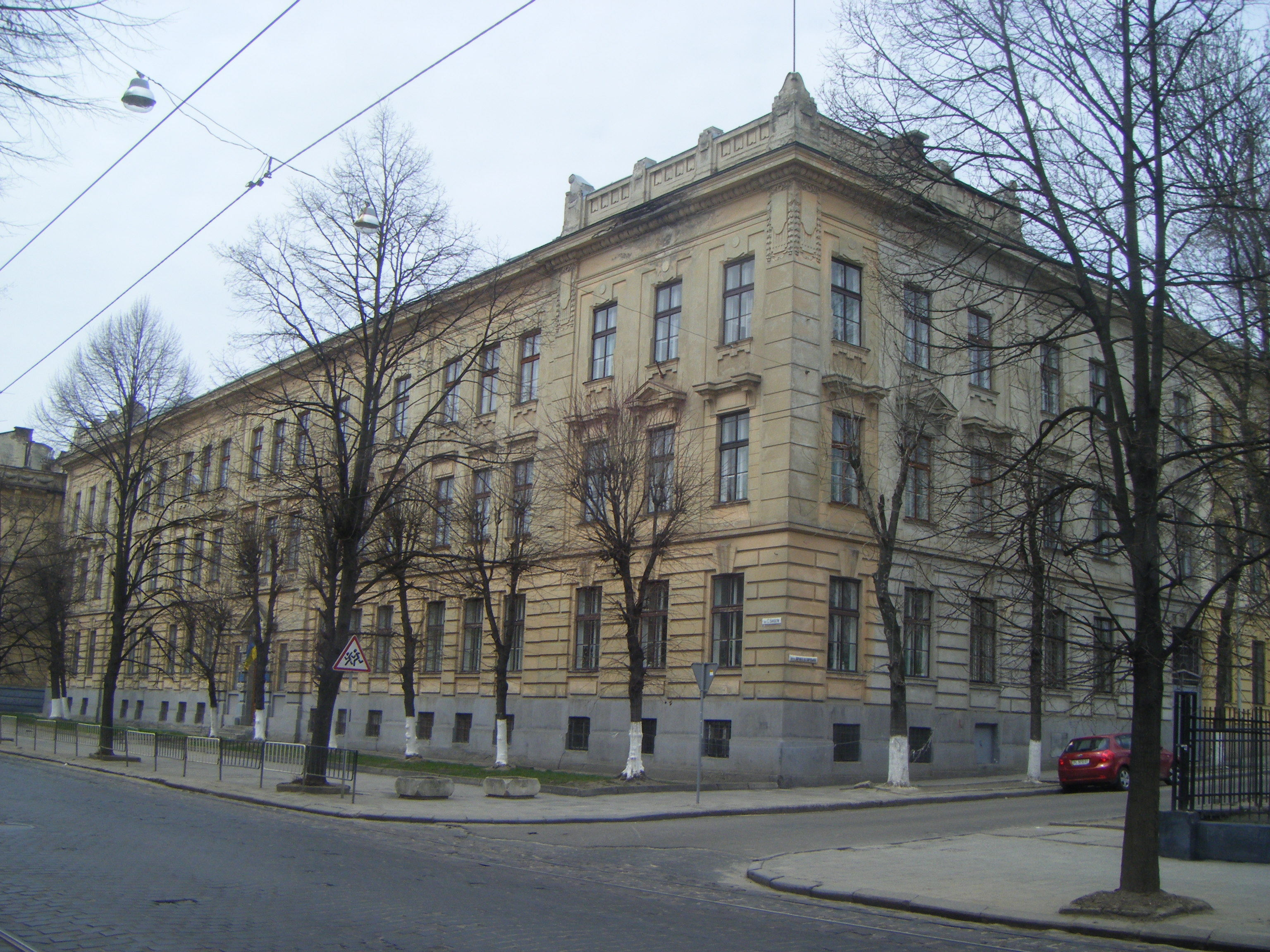
Будівля Академічної гімназії
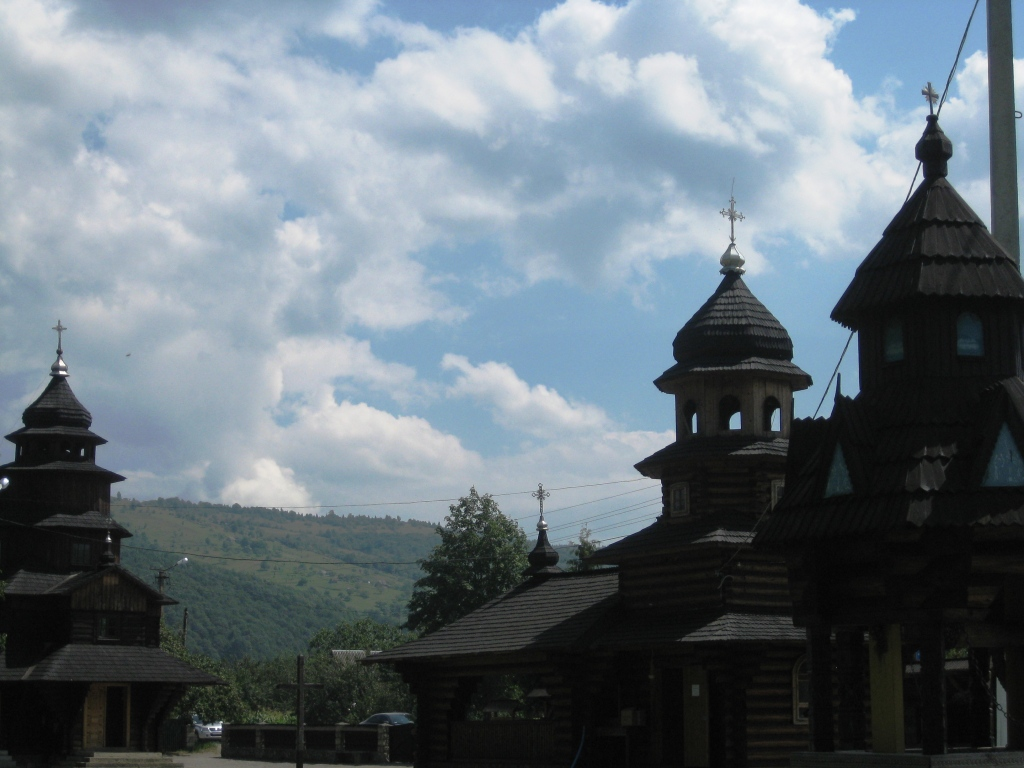
Монастир Св. Іллі студитів
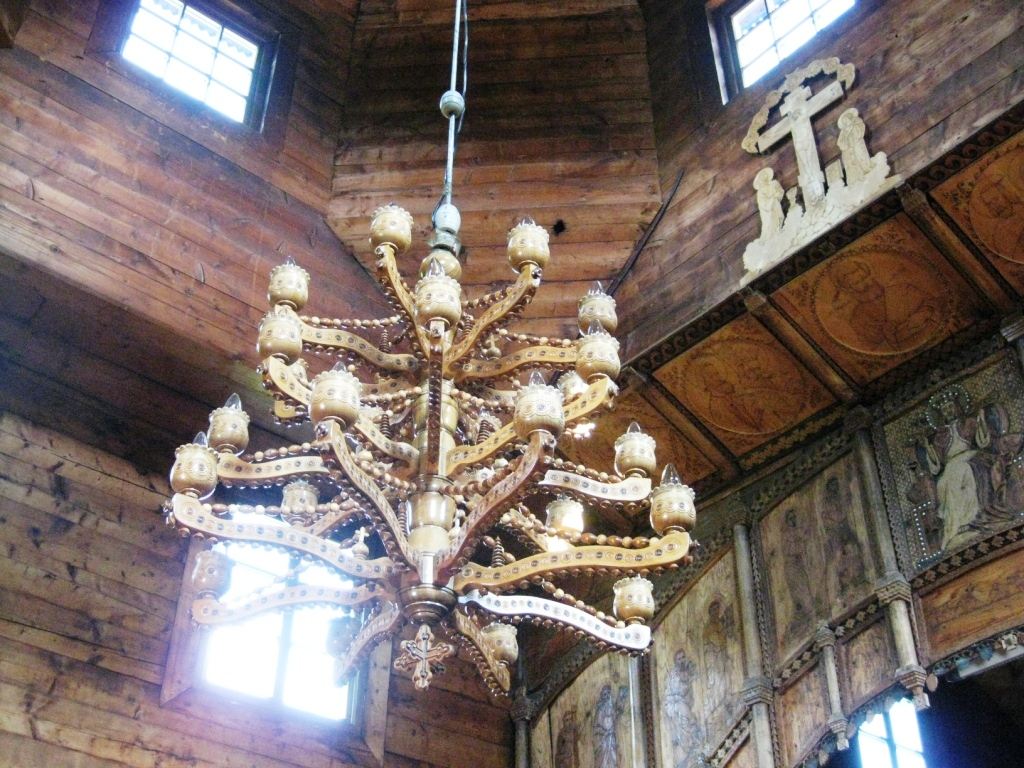
Інтер'єр церкви Св. Іллі